# التهاب الغدد اللمفاوية المساريقية
التهاب الغدد اللمفاوية المساريقية هو التهاب يصيب العقد اللمفاوية المساريقية في البطن. قد تشمل الأعراض ظهورًا مفاجئًا لألم في الربع السفلي الأيمن من البطن وحُمّى، وقيء. ويمكن أن تشمل المضاعفات أحيانًا حدوث انغلاف في الأمعاء .
غالباً ما يكون السبب غير معروف في كثير من الحالات؛ ولكن قد يحدث كعرض ثانوي للعدوى أو داء الأمعاء الالتهابي. [2] قد تشمل العدوى المسببة للمرض فيروس إبشتاين-بار و يرسينيا القولون وغيرهما. عادةً ما يحدث بعد عدوى في الجهاز التنفسي العلوي أو التهاب المعدة والأمعاء. يُمكن الاستعانة بالموجات فوق الصوتية أو التصوير المقطعي المحوسب لتأكيد التشخيص بعد استبعاد المُسببات المحتملة الأخرى . تشمل الحالات الأخرى التي تبدو مشابهة التهاب الزائدة الدودية.
لا يتطلب الأمر علاجًا محددًا، لكن قد تساعد السوائل الوريدية أو مضادات الالتهاب غير الستيرويدية في تخفيف الأعراض. وقد يستغرق التعافي عدة أسابيع. ويُعتبر هذا الالتهاب حالة مرضية منتشرة إلى حدٍ ما، وتحدث غالباً لدى الأطفال أو الشباب. أظهرت دراسة سريرية أن ما يقارب 20% من الحالات التي اشتبه بأنها التهاب الزائدة الدودية كانت في الواقع التهاب الغدد اللمفاوية المساريقية. صُنفت هذه الحالة لأول مرة في عام 1926.